# Åke Huldt
Åke Hampus Huldt, född 20 oktober 1910 i Västervik, död 10 december 1988, var en svensk designer och inredningsarkitekt.

## Biografi
Huldt var rektor för Slöjdföreningens skola i Göteborg 1944–1956, senare rektor för Konstfack i Stockholm från 1964; kommissarie för H55 i Helsingborg i nära samarbete med grafikern Anders Beckman. Åke Huldt företrädde Svenska Slöjdföreningen och var direktör för Svensk Form 1959–64. Han var också kommissarie för ett antal svenska och internationella utställningar om svensk design. År 1979 utnämndes han till hedersdoktor vid Göteborgs universitet.
Förutom artiklar i dags- och fackpress har han skrivit böcker om svenskt konsthantverk. 
Han var gift med Märit Huldt, pseudonymen ”Hiram”, och far till Herman och Johan Huldt.